# Edemissen (Dolna Saksonia)
Edemissen – gmina samodzielna (niem. (Samtgemeinde) w Niemczech, w kraju związkowym Dolna Saksonia, w powiecie Peine.

## Geografia
Edemissen położony jest na południowym obrzeżu Pustaci Lüneburskiej, ok. 7 km na północ od miasta Peine, na trasie drogi krajowej B444.

## Dzielnice
W skład gminy wchodzą następujące dzielnice:
| - Abbensen - Alvesse - Berkhöpen - Blumenhagen - Eddesse - Edemissen - Eickenrode - Mödesse | - Oedesse - Oelerse - Oelheim - Plockhorst - Rietze - Voigtholz-Ahlemissen - Wehnsen - Wipshausen |

## Współpraca
- Chaulnes, Francja
- Zahna, Saksonia-Anhalt